# 安定门桥
安定门桥位于北京市东城区，安定门原址，是北京二环路和安定门内大街－安定门外大街相交处的一座立交桥。桥梁总面积1968平方米。
该桥由北京市市政设计院设计，工程兵施工，1978年开工，1980年7月竣工，1981年交付使用。
具体的相交道路为：安定门外大街－安定门内大街（南北向）和安定门西大街－安定门东大街（二环，东西向）。立交桥为环岛形分离式立交桥，二环主路下沉，辅路和安定门内外大街位于上层，在交汇处设一环岛，环岛为空心，可以看到下方二环主路。
安定门桥桥上南向西禁止左转。